# Petr Benát
Petr Benát (* 20. května 1980, Děčín) je český fotbalový záložník.

## Klubová kariéra
S fotbalem začínal v Jílovém, odkud v roce 1991 přišel do FK Teplice. Na vojně hrál za AFK Žatec. Po vojně hrál za Teplice a Chomutov. V roce 2004 se vrátil do FK Teplice. Od léta 2008 hrál tři roky v SK Dynamo České Budějovice a v srpnu 2011 odešel na hostování s opcí na přestup do druholigového polského týmu Arka Gdyně.